# YuYu Hakusho
YuYu Hakusho (яп. 幽☆遊☆白書 Ю: ю: хакусё, или YYH, рус. «Отчёт о буйстве духов») — манга, созданная Ёсихиро Тогаси, и одноимённое аниме. Манга была опубликована издательством Shueisha в журнале Shonen Jump, состоит из 175 глав, составляющих 19 томов. В 1994 году YuYu Hakusho получила премию издательства Shogakukan в категории «сёнэн». По данным на июнь 2007 года, в Японии было продано более 44 млн копий манги. В США она выходит в переводе Viz Media в американской версии журнала Shonen Jump. Аниме, созданное компаниями Fuji Television, Yomiko Advertising и Studio Pierrot под руководством режиссёра Нориюки Абэ, включает 112 серий (4 сезона), несколько OVA и два анимационных фильма: The Golden Seal и Bonds of Fire. Аниме дважды завоёвывало «Аниме гран-при» журнала Animage в 1993 и 1994 годам. Впервые сериал транслировался на японском телеканале Fuji Television с 10 октября 1992 по 7 января 1995 года, а в 2001 году был лицензирован в США компанией Funimation.

## Сюжет
История повествует об уличном хулигане Юсукэ Урамэси, который был насмерть сбит машиной при попытке спасти маленького мальчика от наезда. Призрак Юсукэ встречается с девушкой по имени Ботан, которая представилась ему проводником мистической реки Сандзу, по которой души умерших переправляются в мир мёртвых, где впоследствии могут быть приговорены к жизни после смерти. Ботан сообщает Юсукэ, что из-за поступка, который он совершил перед смертью, для него теперь нет места ни в раю, ни в аду, поэтому Яма-младший, сын правителя мира мёртвых Ямы, предлагает Юсукэ воскрешение из мёртвых. Юсукэ соглашается. После возвращения к жизни Юсукэ получает от Ямы-младшего титул «сыщика мира мёртвых» и сверхъестественные способности для борьбы с демонами. Вскоре Юсукэ получает первое задание — вернуть три сокровища, украденные из мира мёртвых демонами Хиэи, Курамой и Гоки. Юсукэ удаётся собрать все три сокровища при помощи своей новой способности «Духовный пистолет» (энергетический выстрел из пальца). Затем он отправляется в горы в поисках престарелой мастерицы боевых искусств по имени Гэнкаи. Вместе со своим давним соперником Кадзумой Кувабарой Юсукэ принимает участие в турнире, организованном Гэнкаи. Однако Юсукэ не стремится одержать победу любой ценой — он участвует в турнире лишь для того, чтобы обнаружить демона Рандо, убивающего мастеров рукопашного боя и забирающего их умения. Юсукэ побеждает Рандо в финальном поединке турнира и затем несколько месяцев тренируется у Гэнкаи. Затем Юсукэ отправляется в замок-лабиринт в мире мёртвых, где Кувабара и присоединившиеся к Юсукэ Курама и Хиэи помогают ему уничтожить четырёх демонов, пытающихся разрушить барьер, преграждающий демонам путь в мир людей.
Выполняя следующее задание, Юсукэ встречает Тогуро — человека, превращённого в сильнейшего демона. Чтобы испытать силу Юсукэ, Тогуро шантажом заставляет его поучаствовать в «Тёмном турнире», где команды людей и демонов участвуют в ожесточённых боях за шанс исполнить любое желание. Команда Урамэси (Юсукэ, Кувабара, Курама, Хиэи и замаскированная Гэнкаи), пройдя через все раунды турнира, в финале сражается с командой Тогуро и с огромным трудом побеждает в турнире. Юсукэ узнаёт, что хозяин команды Тогуро, Сакио, намеревался победить в турнире, чтобы иметь возможность создать портал из мира людей в мир демонов, где обитают неисчислимые полчища демонов. Но, потерпев неудачу, Сакио уничтожает арену турнира, тем самым убив и себя.
Юсукэ возвращается домой, но ему не удаётся долго отдохнуть. Он вступает в схватку с тремя подростками, обладающими сверхъестественными способностями, и оказывается у них в заложниках. Кувабара и остальные освобождают его и узнают, что такой вариант развития событий был испытанием, подстроенным Гэнкаи. Также выясняется, что Синобу Сэнсуи, предшественник Юсукэ как «сыщика мира мёртвых», собрал шесть могущественных людей и намеревается открыть портал в мир демонов, чтобы уничтожить человеческую расу. Юсукэ и его друзья вступают в бой и побеждают прислужников Сэнсуи одного за другим и добираются до самого Сэнсуи. Между «сыщиками» происходит поединок, Сэнсуи убивает Юсукэ и через портал уходит в мир демонов. Юсукэ возрождается в качестве полудемона, отправляется в мир демонов вслед за ним и уничтожает Сэнсуи с помощью духа своего невероятно могущественного предка-демона, взявшего контроль над телом Юсукэ.
По возвращении в мир людей Юсукэ лишается титула «сыщика мира мёртвых», а король Яма приказывает схватить и казнить Юсукэ, опасаясь, что Юсукэ может проникнуться ненавистью к миру людей из-за своей демонической крови. Юсукэ принимает предложение последователей Райдзэна (своего предка) вернуться в мир демонов. Райдзэн находится на грани смерти от голода, поскольку, влюбившись в человеческую женщину, он поклялся никогда не есть людей, а его смерть может повергнуть в крах устоявшийся баланс трёх правящих сил в мире демонов, поэтому Райдзэн решил сделать Юсукэ своим наследником. Два других правителя, Мукуро и Ёми, готовятся к неизбежной войне, поэтому призывают к себе на службу Хиэя и Кураму соответственно. Спустя год Райдзэн умирает, и Юсукэ наследует его территорию. Юсукэ, воспользовавшись помощью Курамы, берёт инициативу в свои руки и предлагает провести турнир, главным призом которого станет титул истинного правителя мир демонов, на который претендуют Мукуро и Ёми. Во время турнира Юсукэ и Ёми сталкиваются между собой, Ёми побеждает Юсукэ и лишает его сознания. Спустя несколько дней Юсукэ просыпается и узнаёт, что турнир окончен, а турнир, определяющий повелителя мира демонов, стал проводиться раз в три года. Кроме того, новый правитель мира демонов запретил демонам вмешиваться в дела мира людей, из-за чего на три ближайших года был обеспечен мир. Юсукэ ещё некоторое время остаётся в мире демонов, а затем возвращается в мир людей.

## История создания
По словам автора произведения Ёсихиро Тогаси, он начал работать над мангой YuYu Hakusho с ноября 1990 года, однако точной даты автор не помнит. Будучи поклонником оккультизма и фильмов ужасов, он решил создать мангу, в основу которой легли бы его интересы. Ранее Тогаси уже создал мангу со схожим жанром Occult Tanteidan, которая была благоприятно принята читателями, и это послужило поводом для начала работы над новой мангой. Начав работу над мангой YuYu Hakusho, Тогаси не имел чёткого представления, как он может назвать своё произведение. Предварительное название — «Как быть привидением» — было обозначено редакторами как достаточно грубое. Перед самым началом публикации манги Тогаси предложил название YuYu-Ki («Хроники полтергейста»). Однако по причине того, что серия манги с похожим названием Chin-Yu-Ki уже начала публиковаться, Тогаси определил окончательное название — YuYu Hakusho («Отчёт полтергейста»). Он добавил, что рассматривал варианты использования в названии слова Den («легенда») или Monogatari («история»), однако слово Hakusho («отчёт») — первое, что пришло ему на ум. Имена персонажей Тогаси придумывал, извлекая из словаря кандзи, которые лично ему нравились. «Юсукэ Урамэси» — игра слов, «Кадзума Кувабара» — комбинация имён двух профессиональных японских бейсболистов, а Хиэи и Курама — всего лишь имена, придуманные Тогаси. Начиная с третьего тома манги, где впервые появились Хиэи и Курама, автор планировал сделать Кураму одним из главных героев, но не был уверен, что нужно делать таковым Хиэя.
Ёсихиро Тогаси с самого начала планировал, что после смерти Юсукэ и его воскрешения в самом начале произведения жанр будет изменён с оккультного детектива на боевые искусства. В серии заимствованы многие элементы азиатского фольклора, особенно буддистского представления о существовании загробной жизни. Во вселенной YuYu Hakusho Тогаси создал в качестве параллельных миров мир людей, мир духов и мир демонов, между которыми возможно путешествовать. Идея «территориальных» сил сподвижников Сэнсуи являлась пародией на безымянную работу Ясутаки Цуцуи. Для рисования манги Тогаси использовал перьевую ручку. В своём начальном стиле он использовал технику скринтона, а затем постепенно начал переходит на стиль минимал арт. Во время рисования манги автор старался изобразить фигуры и лица достаточно детализованными, если считал это уместным.
Во время, когда Тогаси работал над YuYu Hakusho, он создал для себя особый распорядок дня — он тратил четыре часа на создание одной страницы и пять часов на сон. Позднее он писал, что приостановил работу над YuYu Hakusho по личным причинам. Первоначально автор планировал закончить мангу в декабре 1993 года, на окончании сюжетной линии Сэнсуи. Несмотря на то, что со стороны редакторов к произведению не было особых претензий, у Тогаси началось состояние рабочего стресса, которое резко обострилось во время последних шести месяцев публикации. Тогаси утверждал, что начав создание сюжетной линии «тёмного турнира», он стал хуже спать (что являлось результатом переутомления), и у него начались проблемы со здоровьем. По окончании работы над мангой Тогаси почувствовал себя лучше.

## Медиа-издания

### Манга
Манга YuYu Hakusho была создана Ёсихиро Тогаси и первоначально издавалась корпорацией Shueisha в журнале Shonen Jump с декабря 1990 года по июль 1994 года. Манга в общей сложности содержала 175 глав, поделённых на 19 танкобонов, первый из которых был выпущен 10 апреля 1991 года, а последний — 12 декабря 1994 года. В период между 4 августа 2004 года и 4 марта 2005 года издательство Shueisha выпустило полное собрание манги, содержащее большее количество глав, нежели в издании танкобонов. Манга YuYu Hakusho была также опубликована как часть серии книг Shueisha Jump Remix, девять томов были выпущены в период с 22 декабря 2008 года по 27 апреля 2009 года. Ещё одна версия танкобонов начала публиковаться 18 ноября 2010 года.
В английском переводе манга издавалась компанией Viz Media в Северной Америке, где с 13 мая 2003 года по 2 марта 2010 года были выпущены все 19 томов. Компанией Viz Media в седьмой том была включена дополнительная глава без номера «YuYu Hakusho Tales: Two Shot», где рассказывается о первой встрече Хиэи и Курамы.
Манга была также лицензирована и издана в странах Азии и Европы. Например, во французском переводе от компании Kana манга начала публиковаться в 1997 году.

### Аниме
Аниме-адаптация была создана режиссёром Нориюки Абэ при поддержке компаний Fuji Television и Studio Pierrot. Сериал содержал в общей сложности 112 серий, показ которых прошёл в Японии с 10 октября 1992 года по 7 января 1995 года по каналу Fuji Television. Аниме отличалось от манги количеством насилия и богохульства, а также незначительными изменениями в рисунке. В начале 2001 года сериал был приобретён компанией Funimation для продаж в Северной Америке под названием Yu Yu Hakusho: Ghost Files. Значительный вклад внёс актёр озвучивания Джастин Кук, создавший английский перевод сериала и озвучивший Юсукэ. Показ сериала в английском дубляже проходил с 23 февраля 2002 года по 1 апреля 2006 года по телеканалу Cartoon Network. Первоначально сериал показывался по блоку Adult Swim, но затем был перенесён на блок Toonami. Некоторые моменты из сериала, такие как жестокость, чёрный юмор и ненормативная лексика, были вырезаны. В мае 2005 сериал YuYu Hakusho был вновь перемещён из блока Toonami на утренний временной интервал в субботу, где и проходил его показ вплоть до конца. Показ полной версии сериала проходил на канале Colours TV в 2006 году и по каналу Funimation Channel — в 2011 году.
Сериал также продавался в Великобритании компанией MVM Films и в Австралии и Новой Зеландии — компанией Madman Entertainment. В странах Азии, в Индии, Венгрии и Румынии показ сериала проходил по спутниковому каналу Animax. В Филиппинах сериал был известен под названием Ghost Fighter и транслировался по каналу GMA Network в начале 1999 года.
Четыре сезона, каждый из которых содержал собственную сюжетную линию, были названы компанией Funimation «сагами». В Северной Америке были выпущены DVD-сборники, содержащие и полную, и урезанную версии. Также для каждого сезона («саги») были выпущены специальные коллекционные коробки. Компания Funimation также выпустила сезонные наборы упаковок. Каждый такой набор содержал 4 DVD-диска, по 28 серий на каждом. В мае 2011 года Funimation начала издавать сериал в формате Blu-ray. По заявлению Джастина Кука, в данном формате был улучшен дубляж и исправлены некоторые неточности. В Японии были изданы 3 мультидиска DVD, содержащие весь сериал. Компания-дистрибьютор домашнего видео Bandai Visual начала издавать сериал в формате Blu-ray 27 октября 2009 года.

### Фильмы и OVA
На основе YuYu Hakusho были созданы два анимационных фильма. В обоих фильмах была сохранена оригинальная сюжетная линия. Фильм Yu Yu Hakusho: The Movie был выпущен в Японии 10 июля 1993 года, во время прохождения сезонного кинофестиваля. В фильме главные герои Юсукэ и Кувабара спасают Коэнму от двух демонов, желающих получить Золотую печать. Компания AnimeWorks выпустила версии фильма с английским озвучиванием и с субтитрами в мае 1998 года в формате VHS, а в январе 2001 года — в формате DVD.
Второй фильм — Yu Yu Hakusho the Movie: Poltergeist Report, известный в Японии под названием Yū Yū Hakusho: Meikai Shitō Hen – Honō no Kizuna (яп. 幽☆遊☆白書 冥界死闘篇 炎の絆, букв. "Yū Yū Hakusho: Chapter of Underworld's Carnage – Bonds of Fire"), был показан в японских кинотеатрах 9 апреля 1994 года. Сюжет повествует о Юсукэ и его друзьях, защищающих мир людей от обитателей четвёртого мира под названием «Netherworld». Английский дубляж фильма был создан компанией Central Park Media, выпустившей полную версию фильма 3 марта 1998 года для VHS и 8 октября 2002 года — для DVD.
OVA под названием Eizō Hakusho (яп. 映像白書, букв. "Image Report") была выпущена в Японии на VHS между 1994 и 1996 годами. Отличительной чертой было добавление в каждую серию небольших клипов, содержащих видеомонтаж аниме, character songs, интервью актёров озвучивания и сатирические зарисовки о каждом отдельном персонаже. DVD-диск, содержащий все серии OVA, был выпущен в Японии компанией Pony Canyon 15 декабря 2004 года. Компания Funimation осуществила переозвучивание сериала и первого фильма.

### Компакт-диски
Музыкальное сопровождение для аниме-сериала было написано Юсукэ Хоммой. В сериале была одна вступительная заставка — Hohoemi no Bakudan (яп. 微笑みの爆弾, букв. Smile Bomb) (исполнитель — Мацуко Маватари) и пять закрывающих тем: Homework ga Owaranai (яп. ホームワークが終わらない Hōmuwāku ga Owaranai, букв. Homework Never Ends), Sayonara Bye Bye (яп. さよならByeBye, букв. Goodbye Bye Bye) и Daydream Generation, также исполненные Маватари, и ещё Unbalance na Kiss wo Shite (яп. アンバランスなKissをして, букв. Kissing the Unbalanced) и Taiyō ga Mata Kagayaku Toki (яп. 太陽がまた輝くとき, букв. The Sun Is Shining Again) в исполнении Хиро Такахаси. Как только компания Funimation получила права на распространение сериала, музыкантом Карлом Финчем были созданы английские версии всех песен. Локализованная вступительная заставка прозвучала в исполнении Сары Уайт, закрывающие темы же исполнялись членами команды озвучивания, такими, как Стефани Надолни, Джерри Джевелл и Мередит МакКой.
В Японии были выпущены аудиодиски. Yū Yū Hakusho Original Soundtrack, поделённый на две части, был издан Pony Canyon в 1997 году. Содержанием дисков являлась инструментальная музыка и несколько вокальных записей. В 1995—1997 годах были выпущены сборники вокальных песен, включая Yū Yū Hakusho Super Covers и Yū Yū Hakusho Super Dance Mix. Сборники Yū Yū Hakusho: Collective Songs и Yū Yū Hakusho: Collective Rare Trax, содержащие кавер-версии музыкальных тем сериала, исполненных сэйю, были выпущены 17 марта 1999 года. Также на основе сериала были созданы два Drama CD, первый из которых являлся звуковой адаптацией YuYu Hakusho Tales: Two Shot, вместе с тем была создана звукозапись вокальных песен Маватари и Такахаси.

### Видеоигры
Большинство видеоигр, созданных на основе аниме YuYu Hakusho, издавалось и продавалось преимущественно в Японии. Игры были разработаны для таких игровых платформ, как Game Boy, Super Famicom, Sega и некоторых других. Ни одна из игр не была адаптирована для англоговорящих игроков из Северной Америки, Европы и Австралии. Единственная игра для Sega — Yū Yū Hakusho: Makyō Tōitsusen — была официально издана в Бразилии компанией Tectoy под названием Yu Yu Hakusho: Sunset Fighters в 1999 году. Когда компания Atari получила издательские права на серию YuYu Hakusho, ей были выпущены три игры: Yu Yu Hakusho: Spirit Detective, Yu Yu Hakusho: Tournament Tactics (обе для GameBoy Advance) и Yu Yu Hakusho: Dark Tournament (3D-файтинг для PlayStation 2).

### Другое
4 марта 2005 года компанией Shueisha была создана энциклопедия под названием Official Yū Yū Hakusho Who's Who Underworld Character Book (яп. 幽☆遊☆白書　公式キャラクターズブック　霊界紳士録 Yū Yū Hakusho Koushiki Kyarakutāzubukku Reikai Shinshiroku), в которой содержалась обширная информация о персонажах, краткое содержание сюжета и эксклюзивное интервью с Ёсихиро Тогаси. В том же году Shueisha создала графический альбом Yū Yū Hakusho Illustrations (яп. 幽☆遊☆白書 画集  Yū Yū Hakusho Gashuu), содержащий рисунки из оригинальной серии, включая иллюстрации для изданий танкобонов. Также было создано два тома справочника под названием Yū Yū Hakusho Perfect File (яп. 幽☆遊☆白書 パーフェクトファイル Yū Yū Hakusho Pāfekutofairu) и книги, основанные на фильмах и содержащие снимки экрана в стиле манги. В Японии были выставлены на продажу плюшевые куклы и гачапоны. Коллекционная карточная игра на основе франшизы была создана компанией Movic. В Северной Америке компанией Jakks Pacific были созданы пластмассовые фигурки персонажей, а Radica Games — электронные игры Skannerz. Компания Score Entertainment создала Yu Yu Hakusho Trading Card Game, предназначенную для продажи в Соединённых Штатах. Серия английских справочников под названием YuYu Hakusho Uncovered: The Unofficial Guide от компании Cocoro Books была выпущена в свет 12 октября 2004 года.

## Отзывы и критика

### О манге
По состоянию на 2011 год было продано более 49 миллионов копий манги в одной только Японии. Обозреватель американского журнала Animerica Extra Патрисия Даффилд отозвалась о манге как об «одной из лидеров популярности в середине 1990-х годов, которая имела массовый успех и продавалась как в обширных книжных магазинах, так и в киосках около вокзалов». За создание манги YuYu Hakusho её автор Ёсихиро Тогаси в 1993 году был удостоен Премии манги Shogakukan. Однако когда выпуск серии близился к концу, Тогаси был публично раскритикован за срыв сроков сдачи и за низкокачественный рисунок.
В Северной Америке несколько томов манги заняли место в еженедельном списке графических новелл Nielsen BookScan: пятый том занял одновременно шестое и девятое место в октябре 2004 года, шестой том занял шестое место в феврале 2005 года, и седьмой том занял седьмое место в июне 2005 года. В 2004 году выпуск манги стал причиной полемики, когда учитель начальной школы во Флориде подал жалобу на то, что ученик пятого класса свободно купил номер журнала Shonen Jump с мангой. В жалобе в частности говорилось о содержании в манге сцен жестокости, ненормативной лексики, наличии свастики на одежде персонажей и курении ими сигарет. В результате около 18 000 копий манги из 120 000 были сняты с продажи. Представитель компании Viz Media выступил в защиту манги, уточнив, что она предназначена в первую очередь для старших подростков, а якобы имевшая место свастика — на самом деле буддистский символ совершенства.
Манга YuYu Hakusho собрала различные отзывы обозревателей в англоговорящих регионах. Представитель канадского журнала Protoculture Addicts сравнил мангу с серией Dragon Ball Z и подчеркнул, что «рисунок Тогаси, несмотря на свою простоту, достаточно хорош и история действительно забавна». Ранняя статья этого же обозревателя отрицала сходство YuYu Hakusho и Dragon Ball, ведь в последней были более продуманные персонажи, более интересный сюжет и большее количество юмора. Эдуардо М. Чавез с сайта Mania.com положительно отозвался о стиле рисунка манги и обнаружил, что второстепенные персонажи прорисованы более детально, чем главные. Он похвалил английский перевод, созданный Лилиан Ольсен, но при этом раскритиковал использование компанией Viz перекрывающих английских слов для описания звуков. В отношении более поздних томов Чавез был встревожен переходом от жанра детектива к жанру боевых искусств. Он утверждал, что «Просмотр боя после боя и ещё одного боя сильно наскучивает, и это только начало тенденции». Дэн Полли, обозреватель Manga Life, дал среднюю оценку пятому тому, где Юсукэ сражается с Судзаки. Хотя он нашёл привлекательными некоторые события боя, он осудил недостаток характеристики и детализации. Также Полли скептически отнёсся к юмору в манге, сказав, что «в некоторых местах присутствует слишком много ненужных приколов и плоских шуток».

### Об аниме
Телесериал YuYu Hakusho был признан журналом Animage лучшим аниме в 1994 и 1995 годах, а в 1993 году — вторым после «Сейлор Мун». К тому же сериал занял 53 место в списке 100 лучших аниме в 2001 году. В 2006 году в результате интернет-голосования, проведённого в Японии каналом TV Asahi, аниме YuYu Hakusho заняло 15 место в списке лучших аниме всех времён. В рейтинге лучших аниме всех времён японского журнала Brutus аниме заняло 6 место. Популярное шоу во время показа в Японии имело большое количество зрителей. Гэн Фукунага, президент компании Funimation, заявил, что YuYu Hakusho «пришло из ниоткуда, чтобы удивить людей высокими оценками», хотя эти оценки были ниже, чем у популярной серии Dragon Ball Z. Когда в Северной Америке начался показ сериала, его смотрели различные возрастные группы. После помещения сериала в блок Adult Swim его смотрела мужская аудитория в возрасте от 18 до 34 лет. После переноса на блок Toonami аниме заняло седьмое место в рейтинге Nielsen. По заявлению компании Atari, сделанному в 2003 году, аниме входило в число самых популярных телепрограмм в Северной Америке для подростковой аудитории в возрасте от 9 до 14 лет, и в возрасте от 12 до 17 лет, по мнению канала Cartoon Network. Этот канал в марте 2005 года прекратил показ в блоке Toonami из-за снижения рейтинга. Сериал был популярен на Филиппинах, где он демонстрировался несколько раз и показывался в прайм-тайм. По результатам опроса, проведённого компаниями One’s Communications и Otaba в 2007 году, YuYu Hakusho является одним из наиболее популярных аниме, под впечатлением от которых люди становятся отаку.
Анимационный сериал вызвал в основном положительные отзывы в Северной Америке. В январе 2004 года аниме YuYu Hakusho было названо журналом Anime Insider вторым лучшим приключенческим аниме. Голосованием пользователей IGN сериал был назван десятым в списке лучших аниме всех времён. Критические отзывы были сосредоточены на балансе повествования, развитии персонажей и сюжетной линии. Сотрудник журнала Animerica Джастин Ковальски определил, что сериал фокусируется на персонажах, и сравнил его с похожими аниме, например Phantom Quest Corp., Rurouni Kenshin, и Flame of Recca, в которых успешно сочетались боевые искусства, развивающиеся персонажи, мифология и сверхъестественное. Аллен Диверс из Anime News Network отозвался об аниме, как об «одном из лучших сериалов извне», он отметил хорошее повествование истории и развитие персонажей и при этом подверг критике ключевые моменты сериала. Тодд Дуглас Мл. из DVD Talk говорил, что «это забавное шоу с отличными ролями, чувством юмора и большим количеством действия, и не может быть оснований не дать ему шанс». Он отметил первые три сезона, и ему особенно полюбился третий сезон благодаря показу различных сюжетных линий. Н. С. Дэвидсон сделал вывод о том, что наличие параллельных сюжетных линий не является основанием для признания успеха аниме, необходимо наличие хорошего сюжета, интересных персонажей и действия. В своём обзоре последнего эпизода аниме он сказал о том, что сериал удовлетворяет всем этим качествам. С этим согласился Джозеф Ластер из Otaku USA, подытоживший представления о вселенной YuYu Hakusho. Он заявил: «Мир, созданный Тогаси, получился зловещим и тёмным, однако при этом достаточно разнообразным. Единственная вещь, которая не меняется по ходу сюжета, это то, что зритель будет переживать за главных героев вплоть до финальных титров самой последней серии».
Джеффри Харрис был более критичен к последним сериям. По его мнению, конец третьего сезона почти ничем не отличается от финала второго сезона. Он также объявил о том, что сериал пытается вызвать чувство симпатии у противников аниме.